# Rosier
Rosa · Églantier
Vous lisez un « bon article » labellisé en 2008.
Pour les articles homonymes, voir Rosier (homonymie).
Pour les articles ayant des titres homophones, voir Rozier et Roziers.
Genre
Classification APG III (2009)
Rosa (les rosiers, ou les églantiers) est un genre de plantes à fleurs de la famille des Rosaceae, originaires des régions tempérées et subtropicales de l'hémisphère nord. Ce sont des arbustes et arbrisseaux sarmenteux et épineux. Suivant les avis souvent divers des botanistes, le genre Rosa comprend de 100 à 200 espèces qui s'hybrident facilement entre elles.
Le terme « églantier » désigne les espèces à l'état sauvage, généralement à fleurs simples, alors que le terme « rosier » désigne les cultivars, c'est-à-dire les sélections d'églantiers mises en place par les horticulteurs.
Plusieurs espèces et de nombreux cultivars, issus de mutations ou de croisements, sont cultivés comme plantes ornementales pour leurs fleurs, les roses. Celles-ci constituent la plus importante catégorie des fleurs coupées, vendues chez les fleuristes, mais les rosiers sont aussi cultivés pour la production d'essence de parfumerie.

## Aspects botaniques

### Caractéristiques générales

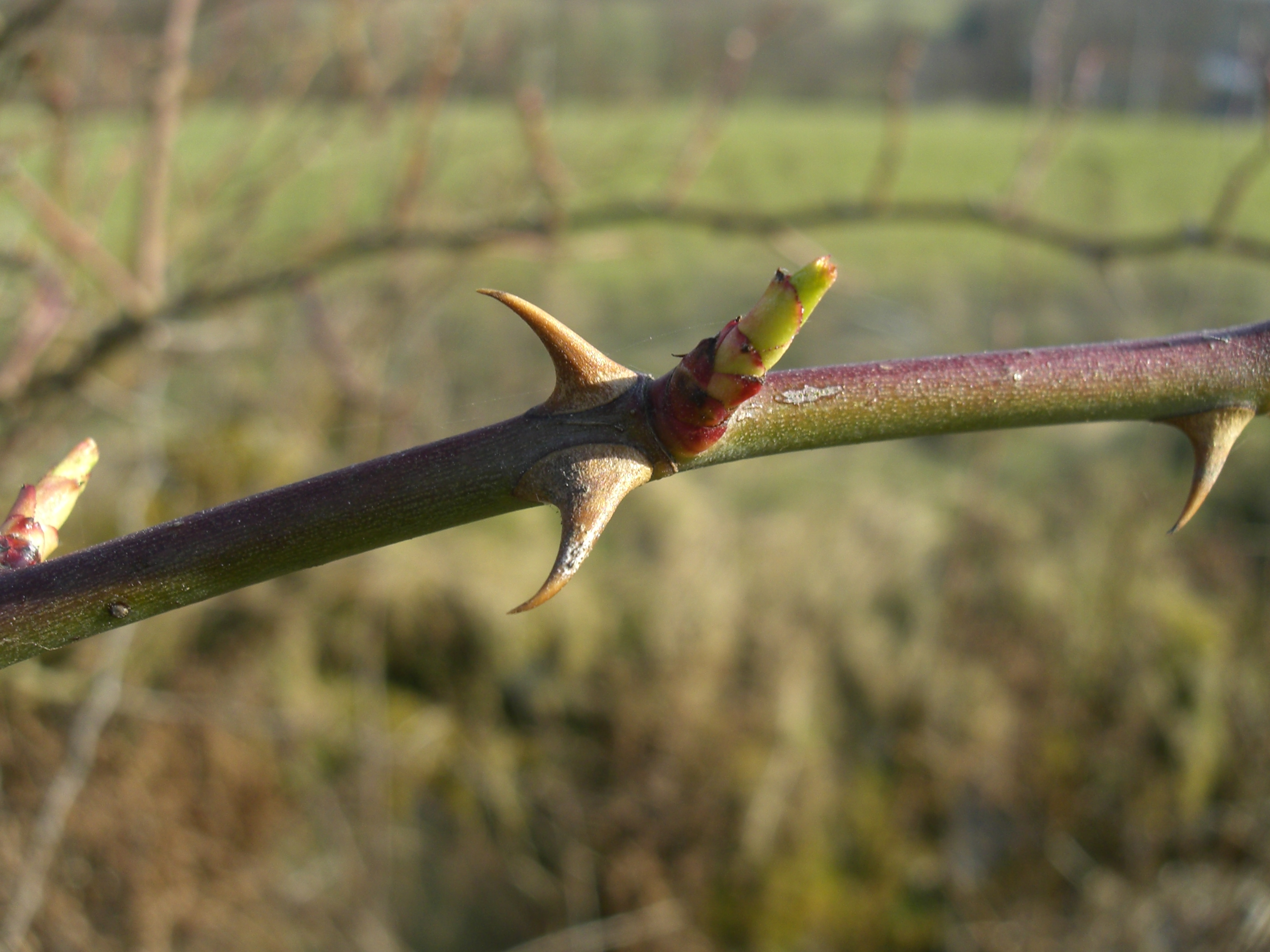
Aiguillons (Rosa canina).

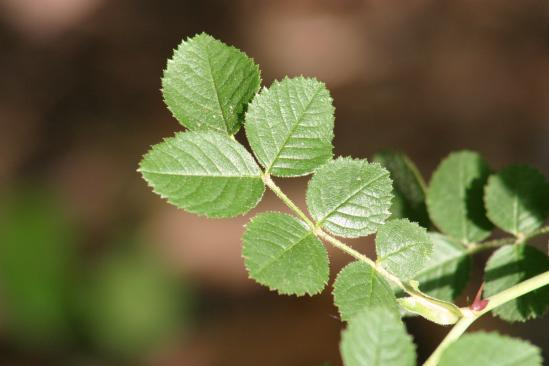
Feuille à sept folioles dentées (Rosa eglanteria).

Coupe schématique d'une fleur de Rosa canina.

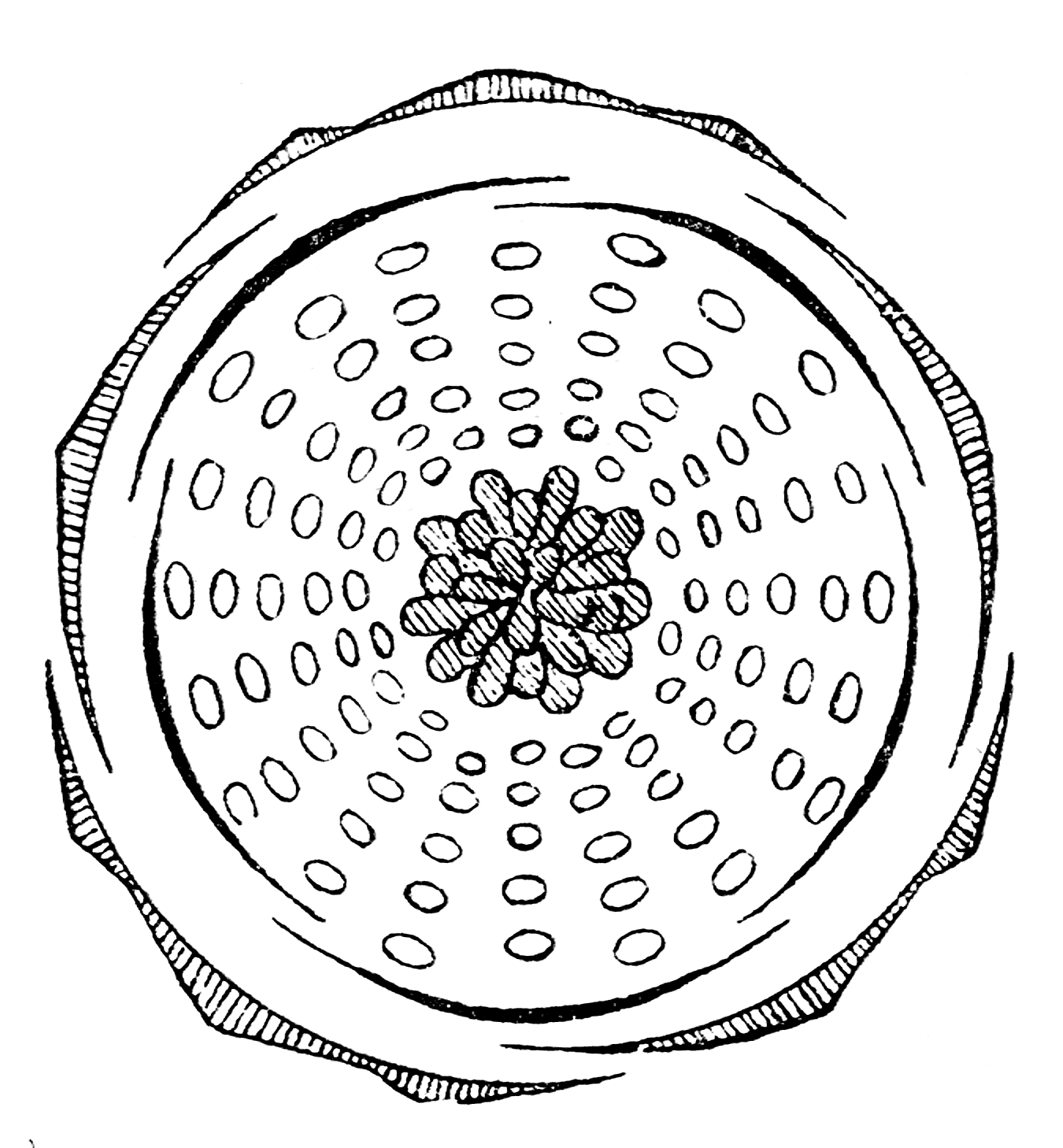
Diagramme floral de Rosa tomentosa.

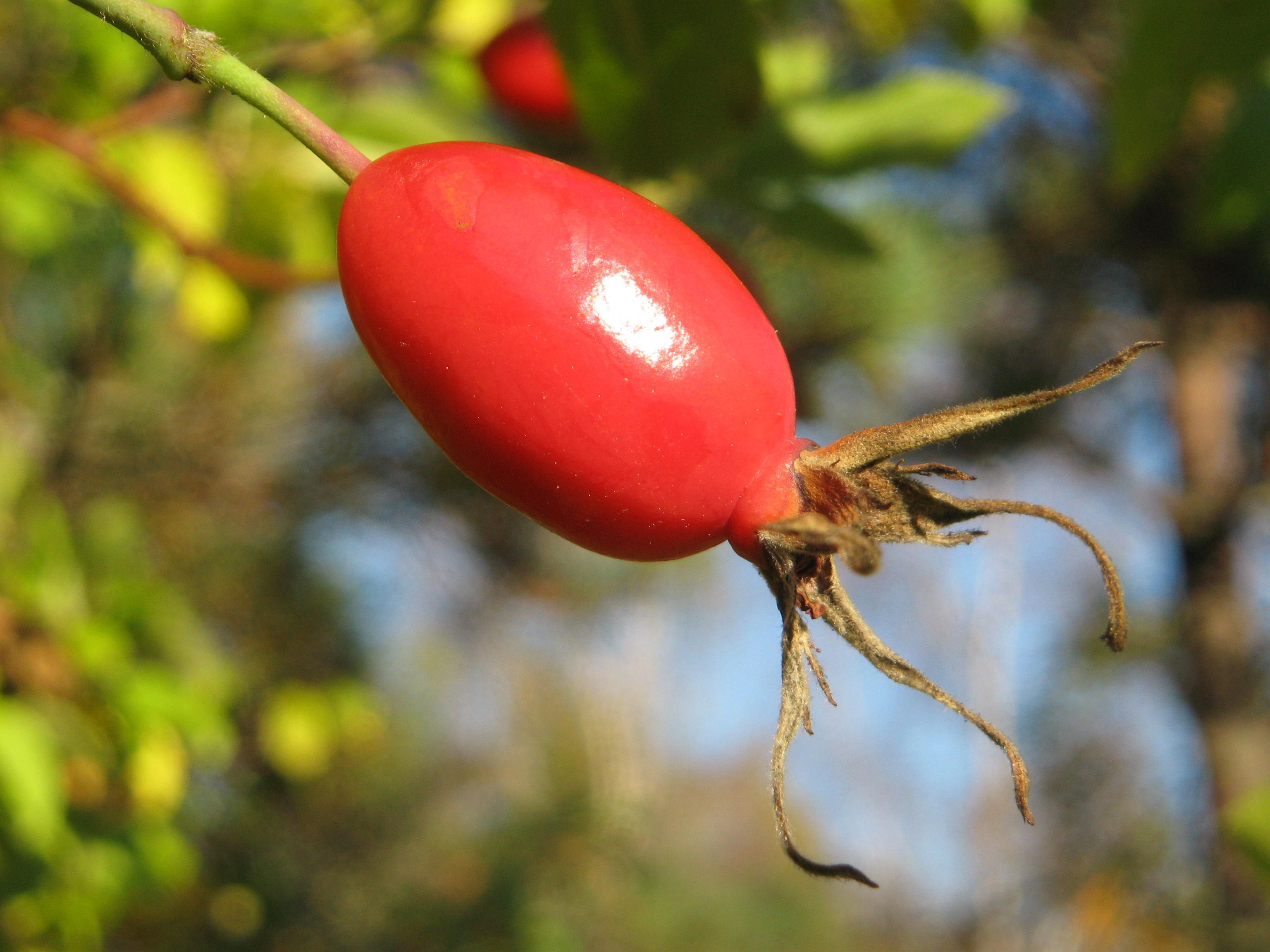
Cynorrhodon.

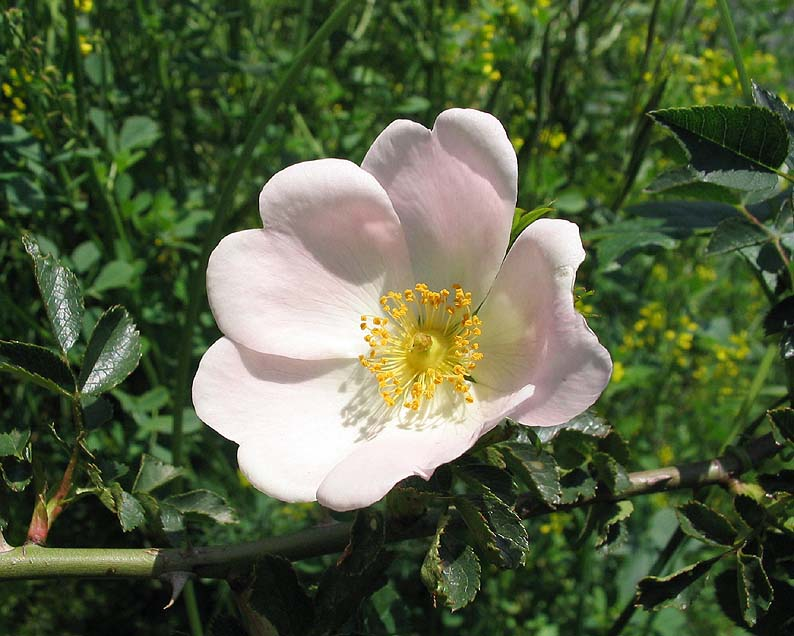
Fleur d'églantier.

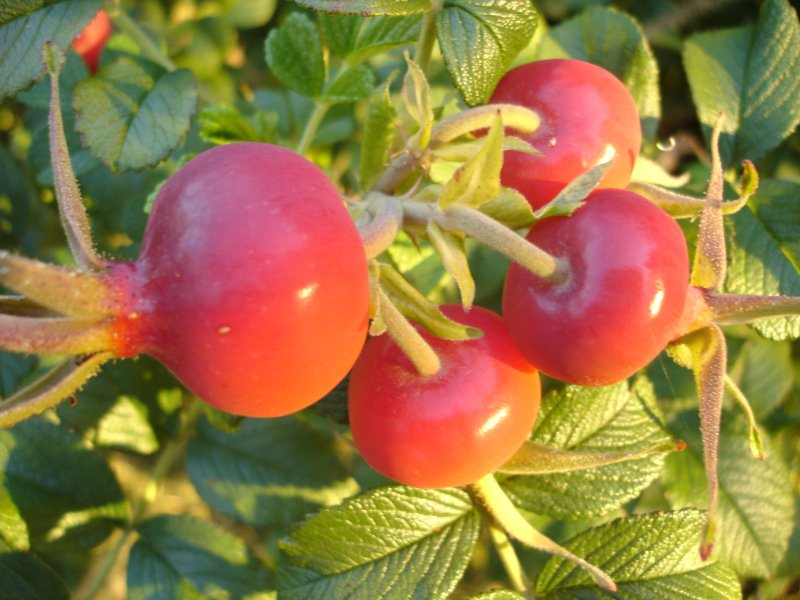
Fruits de Rosa rugosa.

Les plantes du genre Rosa sont des arbustes ou de petits arbrisseaux épineux au port dressé, atteignant en général deux à cinq mètres de haut. Rosa ×odorata nothovar. gigantea peut toutefois atteindre 15 mètres de haut dans son aire d'origine (Birmanie) et 10 mètres en culture en climat tempéré, tandis que des espèces naines, telle Rosa minutifolia ne dépassent pas les 75 cm de haut.

## Les rosiers cultivés

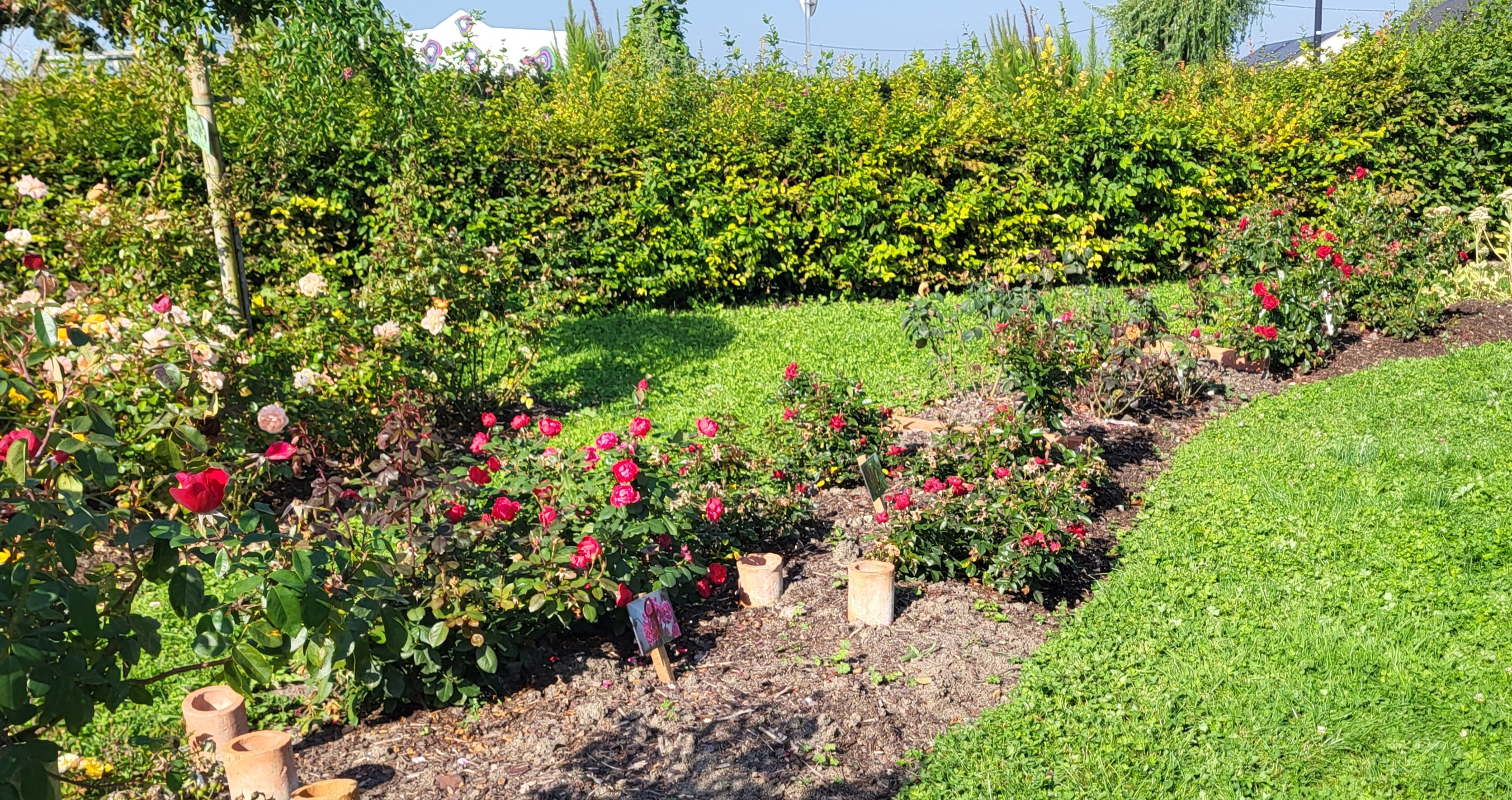
Test de rosiers pour le label rouge à Quiers sur Bezonde

### Classification horticole des hybrides

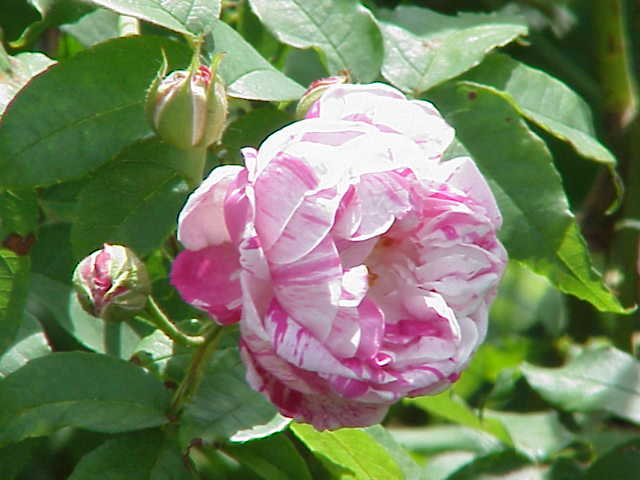
‘Honorine de Brabant’.

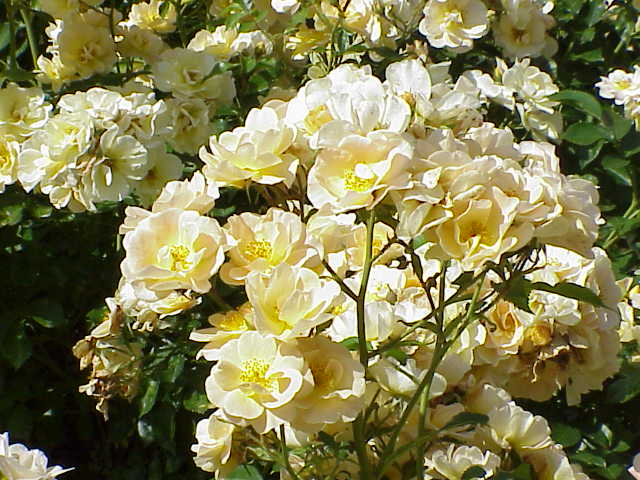
‘Borussia’, une Floribunda.

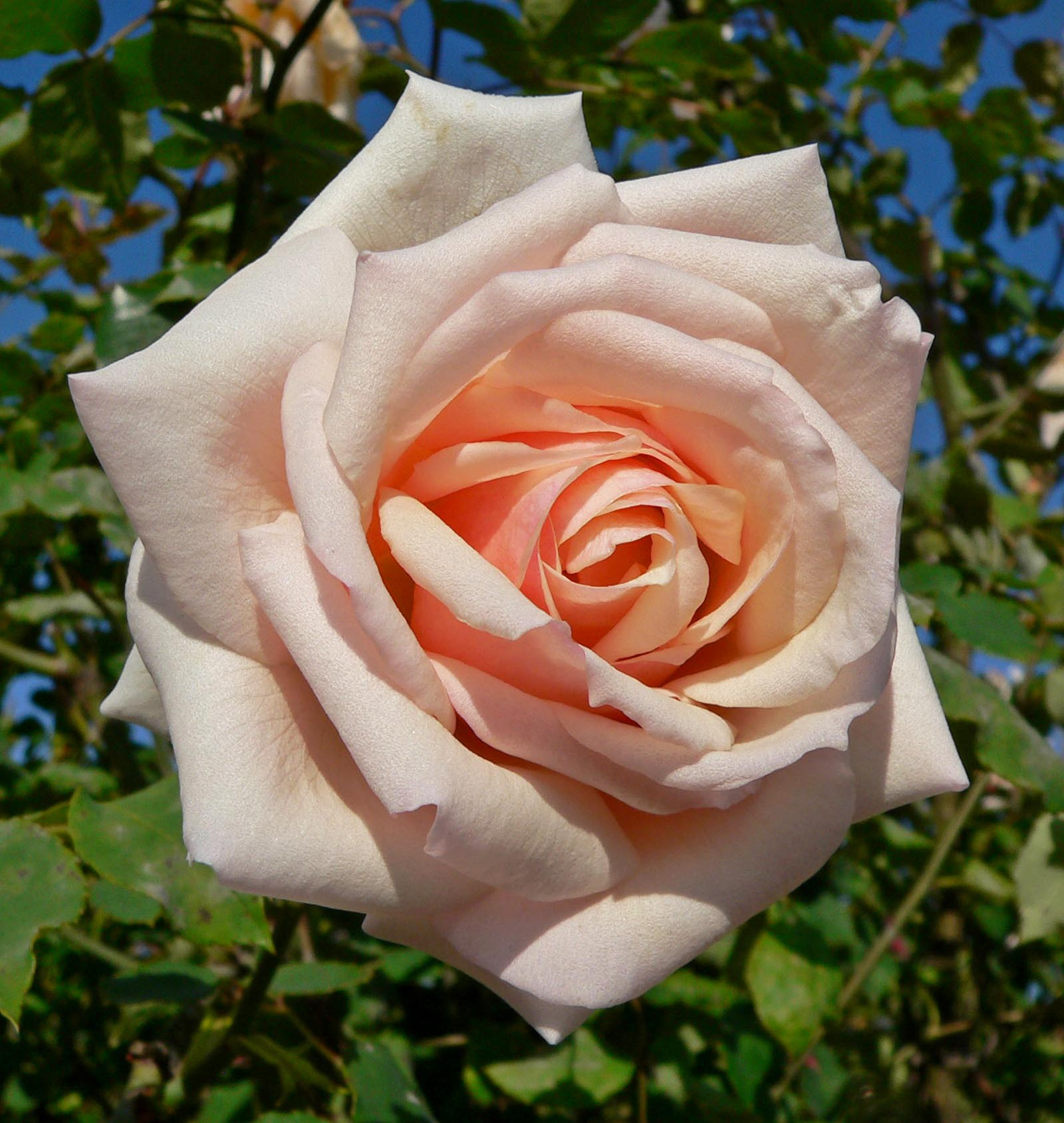
‘Catherine Mermet’, Guillot, 1869.

### Culture des rosiers d'ornement

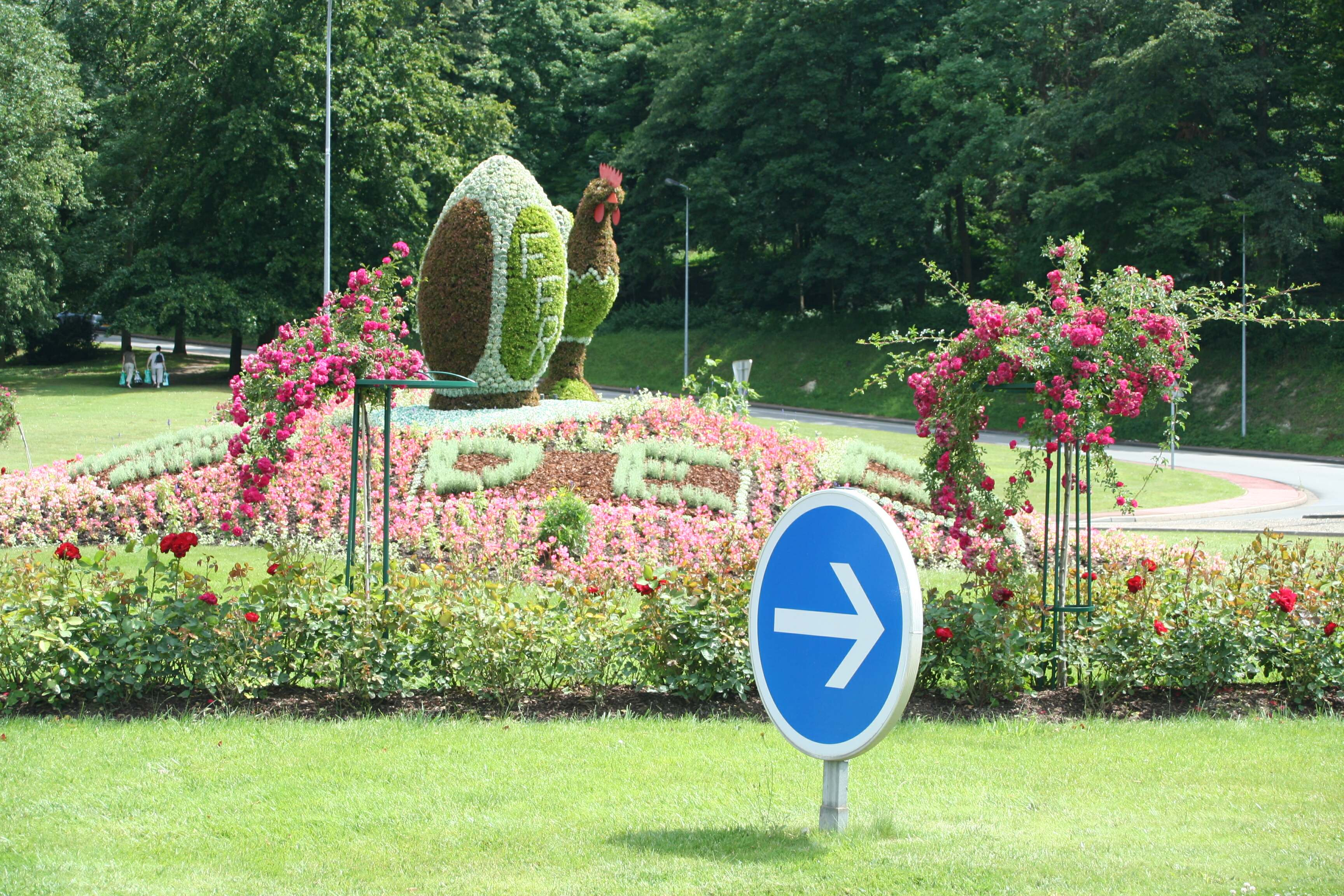
Plate bande de rosiers buissons et rosiers tiges dans un jardin public (Aubergenville, Yvelines).

#### Tiges
Elles forment des tiges aériennes arquées, portant des aiguillons (ainsi que parfois les pétioles des feuilles). Ces aiguillons sont des excroissances de l'épiderme et finissent par tomber sur les tiges les plus âgées.
La souche émet chaque année de nouvelles tiges. Certaines espèces sont très drageonnantes, telle Rosa rugosa, qui tend à former de véritables fourrés.

#### Feuilles
Les feuilles sont alternes, caduques (parfois persistantes), composées (à folioles opposées), imparipennées (avec une foliole terminale), présentant le plus souvent de sept à dix folioles au limbe elliptique acuminé, au bord denté. Elles sont munies de stipules à la base du pétiole. Ces stipules sont des appendices foliacés qui sont le plus souvent « adnés », c'est-à-dire adhèrent au pétiole sur leur longueur, et parfois libres, rarement absents. Leur forme est variable selon les espèces : entière, dentée, pectinée ou lobée.

#### Fleurs
Les fleurs à la corolle de couleur voyante, rose, rouge, jaune mais aussi blanche, sont groupées en corymbes de quelques fleurs, parfois réduites à une fleur isolée. Le réceptacle floral prend la forme d'un hypanthe, espèce d'urne qui contient les carpelles, dont les styles émergent par l'ouverture centrale resserrée, et porte à son sommet les autres pièces florales.
Ce sont des fleurs simples, actinomorphes, en général de symétrie pentamère :
Le calice dialysépale est composé de cinq pièces de couleur verte. Les sépales peuvent être simples ou de forme plus complexe, lobés latéralement ;
La corolle dialypétale, à symétrie radiale, comprend en règle générale cinq pétales réguliers, caducs, à onglet étroit et au limbe étalé souvent échancré en forme de cœur. Rosa sericea et Rosa omeiensis, deux espèces chinoises apparentées, qui n'ont que quatre sépales et quatre pétales constituent une exception,.
La corolle peut être « double » ou « pleine » par transformation d'étamines en pétales, du fait de mutations spontanées, conservées par sélection dans les formes cultivées ;
L'androcée est composé de très nombreuses étamines disposées en verticilles concentriques, généralement en nombre multiple de celui des pétales (x 5) ;
Le gynécée est formé de pistils séparés (polycarpe) et comprend de nombreux carpelles uniovulaires et libres (apocarpique). Les carpelles sont couverts de poils et portent un long style qui se termine par des stigmates ouverts au niveau des étamines au centre de la fleur. Les styles sont libres, sauf chez les espèces de la section des Synstyleae dont les styles sont soudés en une colonne qui émerge de façon proéminente au centre de la fleur. Chaque carpelle contient un unique ovule anatrope pendant.
Les nectaires attirent les insectes et favorisent la pollinisation, principalement entomophile.

#### Fruits

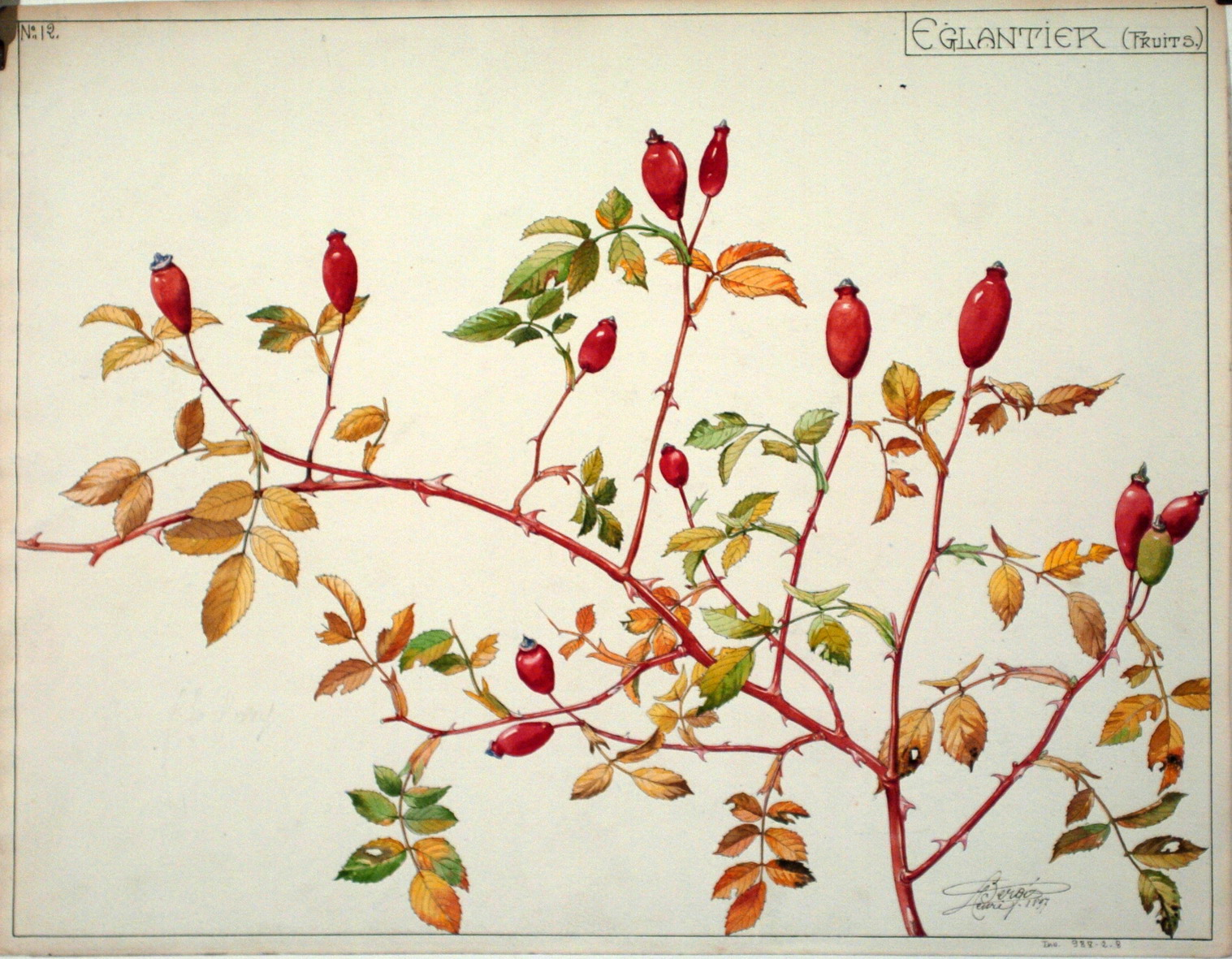
Étude de fruits d'églantier, début du 20e siècle, Henri Bergé, Musée de l'École de Nancy.

À maturité, ce réceptacle se transforme en un faux-fruit charnu, le cynorhodon, souvent surmonté par les sépales desséchés.
Celui-ci est arrondi, ovale ou piriforme, en général de couleur rouge ou rouge orangé, mais peut parfois être plus sombre, pourpre foncé à noir, comme chez Rosa pimpinellifolia.
Il contient de nombreux akènes, fruits secs indéhiscents contenant une seule graine issus de la transformation des carpelles.
Chez de nombreuses espèces, en particulier Rosa canina  (l'églantier) et Rosa rugosa (le rosier rugueux), les cynorrhodons sont très riches en vitamine C, dont ils sont l'une des sources végétales parmi les plus riches. Ces fruits sont consommés par les oiseaux frugivores tels que les grives et les jaseurs, qui contribuent ainsi à la dispersion des graines. Certains oiseaux granivores, comme les pinsons, consomment aussi les graines.
Anecdotiquement, le cynorrhodon fournit le poil à gratter, il est ainsi vulgairement appelé gratte-cul. Gousson est aussi une autre appellation du cynorrhodon.
La principale modification observée chez les rosiers cultivés est la multiplication des pétales, qui sont en fait des étamines transformées.

### Biologie
Les rosiers sont des plantes ligneuses pérennes qui peuvent survivre facilement plusieurs dizaines d'années, même si en culture il est fréquent de devoir les renouveler au bout d'une quinzaine d'années. Cependant, l'églantier de Hildesheim (Allemagne) passe pour être le plus vieux rosier du monde. Cet églantier qui a survécu aux bombardements de 1945 aurait plus de 700 ans (400 ans attestés par les chroniques), mais son âge réel n'est pas connu avec certitude.

### Origine et distribution
Les plantes du genre Rosa sont originaires des régions tempérées et subtropicales de tout l'hémisphère nord. On les trouve aussi bien dans le nouveau monde que dans l'ancien, où l'on peut distinguer deux grandes aires de répartition, l'Europe et le bassin méditerranéen d'une part, l'Extrême-Orient d'autre part. La zone de plus grande biodiversité pour ce genre est la Chine où se trouvent 95 espèces dont 65 endémiques. L'espèce la plus nordique est Rosa acicularis que l'on trouve notamment dans la forêt boréale et dont l'aire de répartition atteint le cercle polaire.
Ces plantes sont apparues il y a plus d'une quarantaine de millions d'années (Oligocène) ce qui est attesté par exemple par la présence de fossiles d’une
espèce proche de Rosa nutkana trouvés dans l’Oregon (États-Unis).
La répartition des différentes sections du genre Rosa n'est pas homogène. Celle qui a la plus vaste distribution est la section des Cinnamomeae : elle est présente dans les trois continents (Asie, Europe, Amérique) sauf dans l'extrême ouest de l'Europe. C'est aussi celle qui présente la plus grande variabilité et à ce titre a probablement eu un rôle central dans l'évolution du genre.
Les espèces les plus anciennes seraient Rosa beggeriana, Rosa berberifolia (Rosa simplicifolia, jaune d'or) et Rosa spinossissima. C'est de Rosa beggeriana qu'auraient dérivé Rosa canina, Rosa acicularis et sa variété fille Rosa alpina qui sont elles-mêmes très anciennes. Rosa beggeriana et Rosa berberifolia cohabitent toujours dans le Xinjiang en Chine.
Les espèces indigènes d'Europe sont, dans l'état actuel de nos connaissances, Rosa canina, Rosa rubiginosa, Rosa villosa, Rosa arvensis et Rosa pimpinellifolia ‘spinosissima’.
Un berceau de certaines espèces  pourrait être l'Iran et ses régions voisines[réf. nécessaire]. La rose jaune de Perse a été la première espèce de fleurs à être commercialisée et a atteint Vienne au XVIe siècle[source insuffisante]. De là, elle s'est lentement fait connaître pour sa couleur et son parfum à travers l'Europe et le monde[source insuffisante].
Les espèces les plus récentes, les plus évoluées avec leurs styles soudés en colonne, sont celles de la section des Synstylae. Toutefois, d'un point de vue phylogénétique, cette section, dont la distribution se caractérise par des aires disjointes en Asie, en Europe et en Amérique du Nord, pourrait regrouper artificiellement des formes spécialisées d'autres sections.

#### Synonymes de Rosa

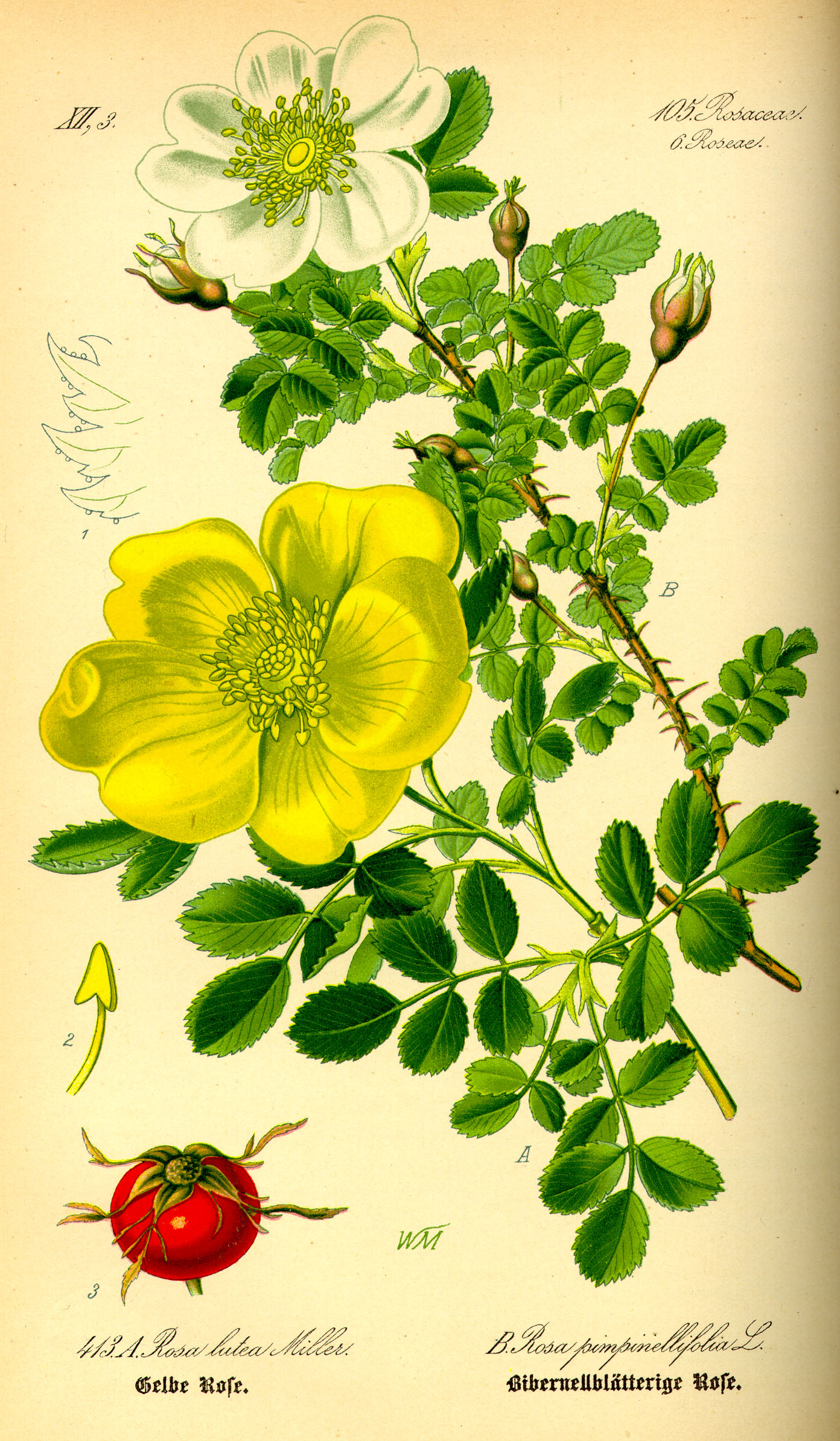
Rosa pimpinellifolia.

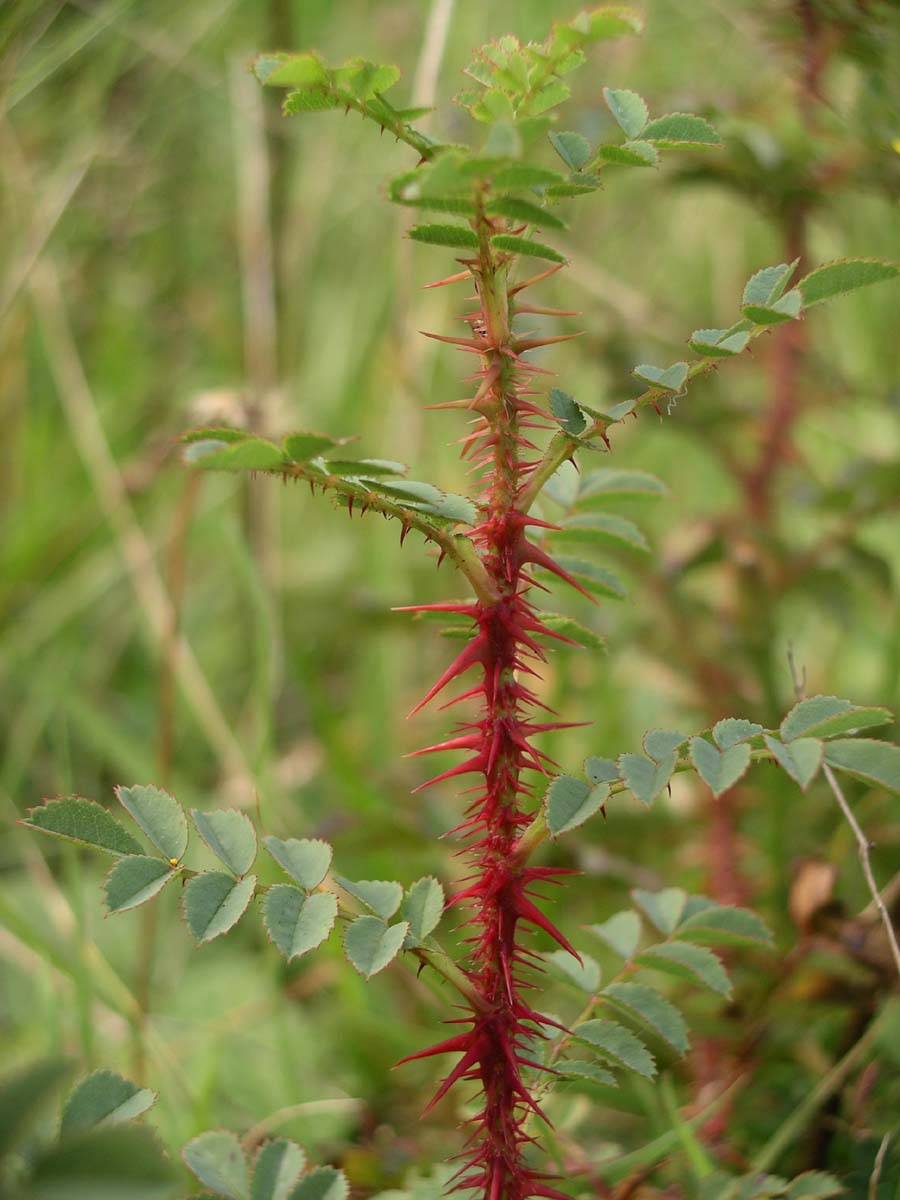
Tige de Rosa spinosissima.

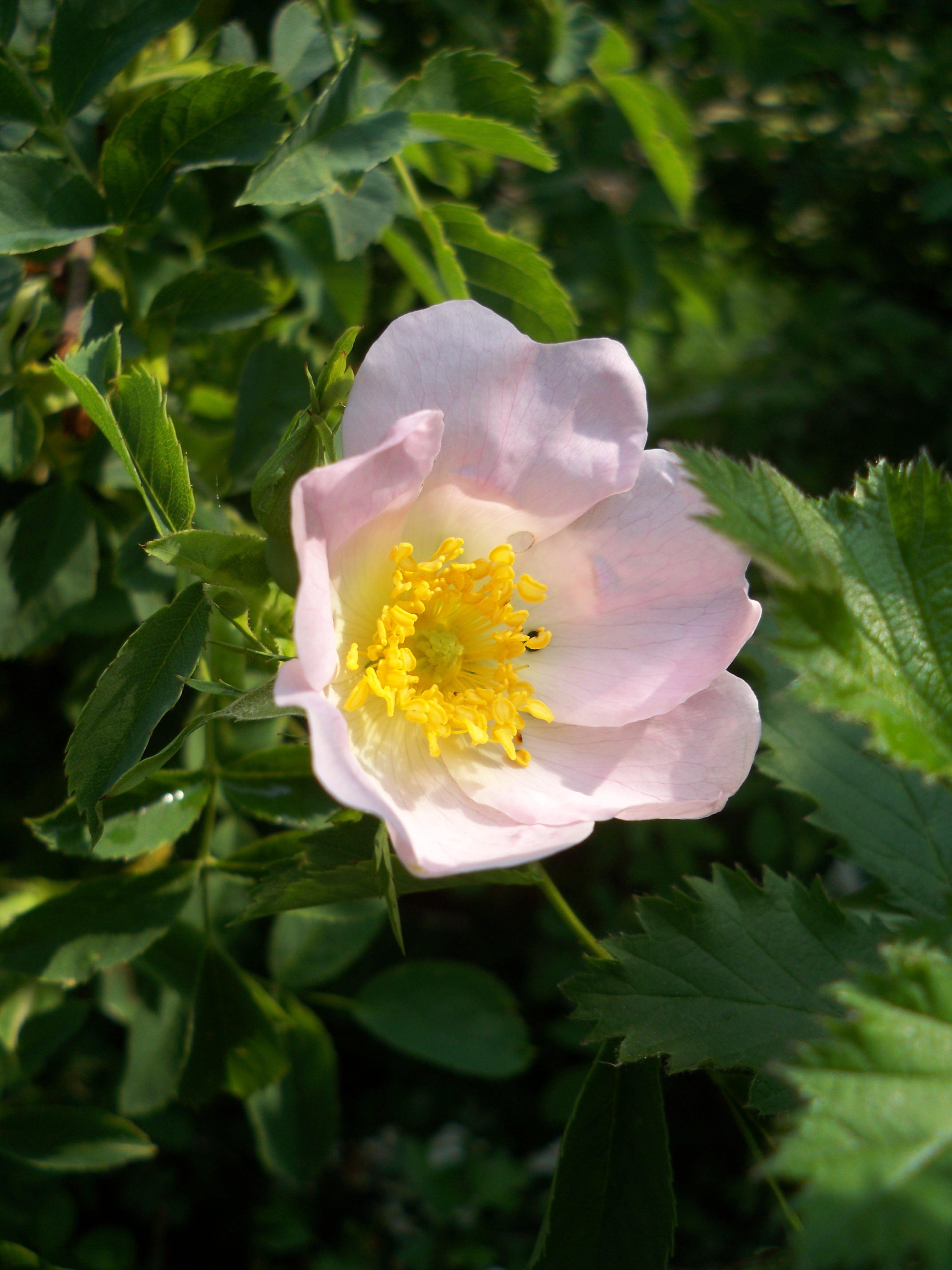
Fleur de Rosa canina.

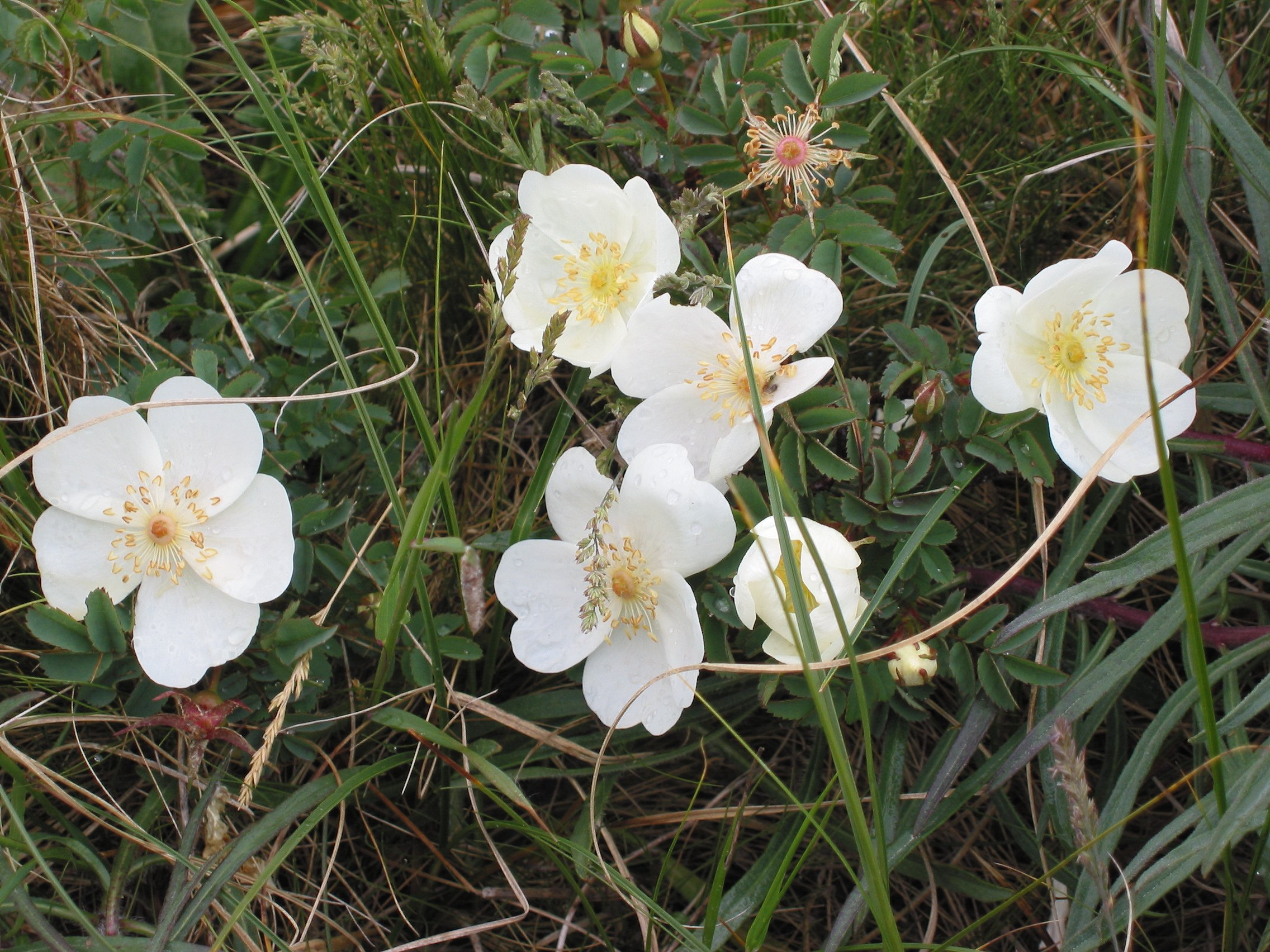
'Spinolea'.

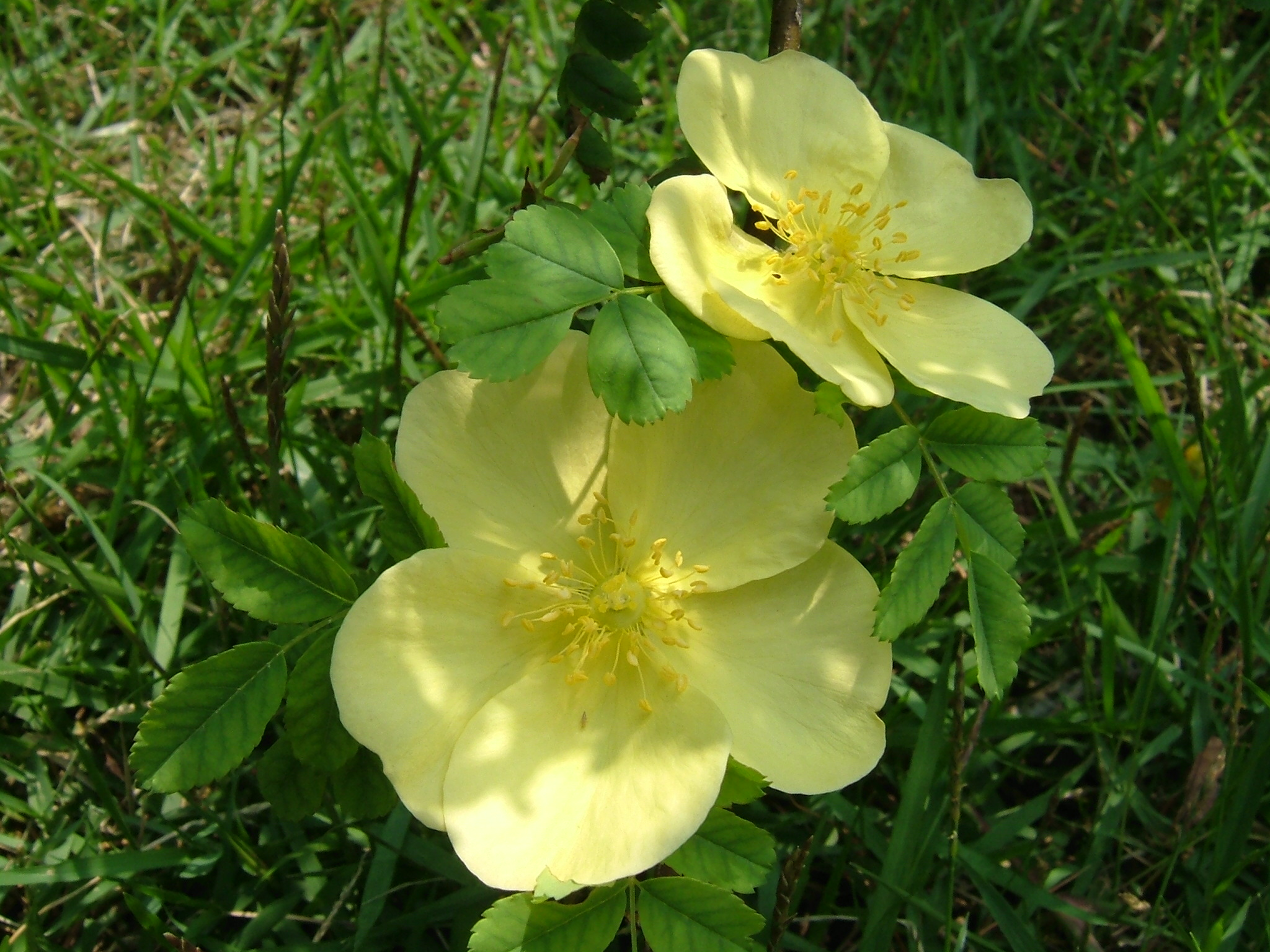
Rosa hugonis.

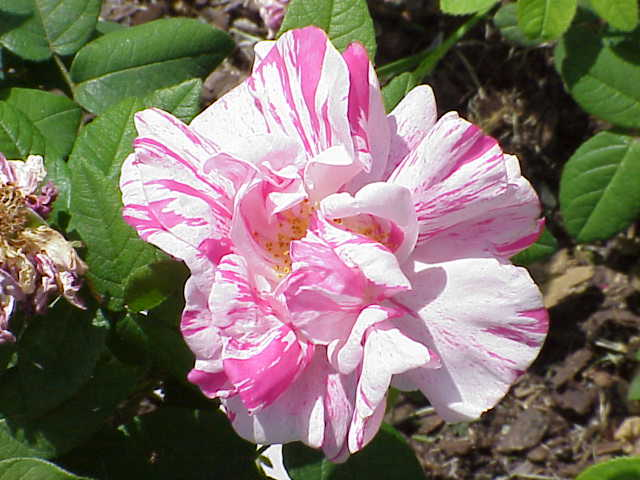
Rosa mundi.

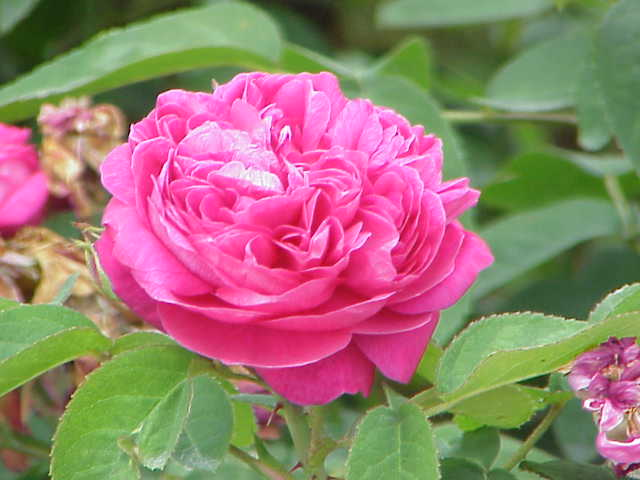
Rose de Resht (Damas).

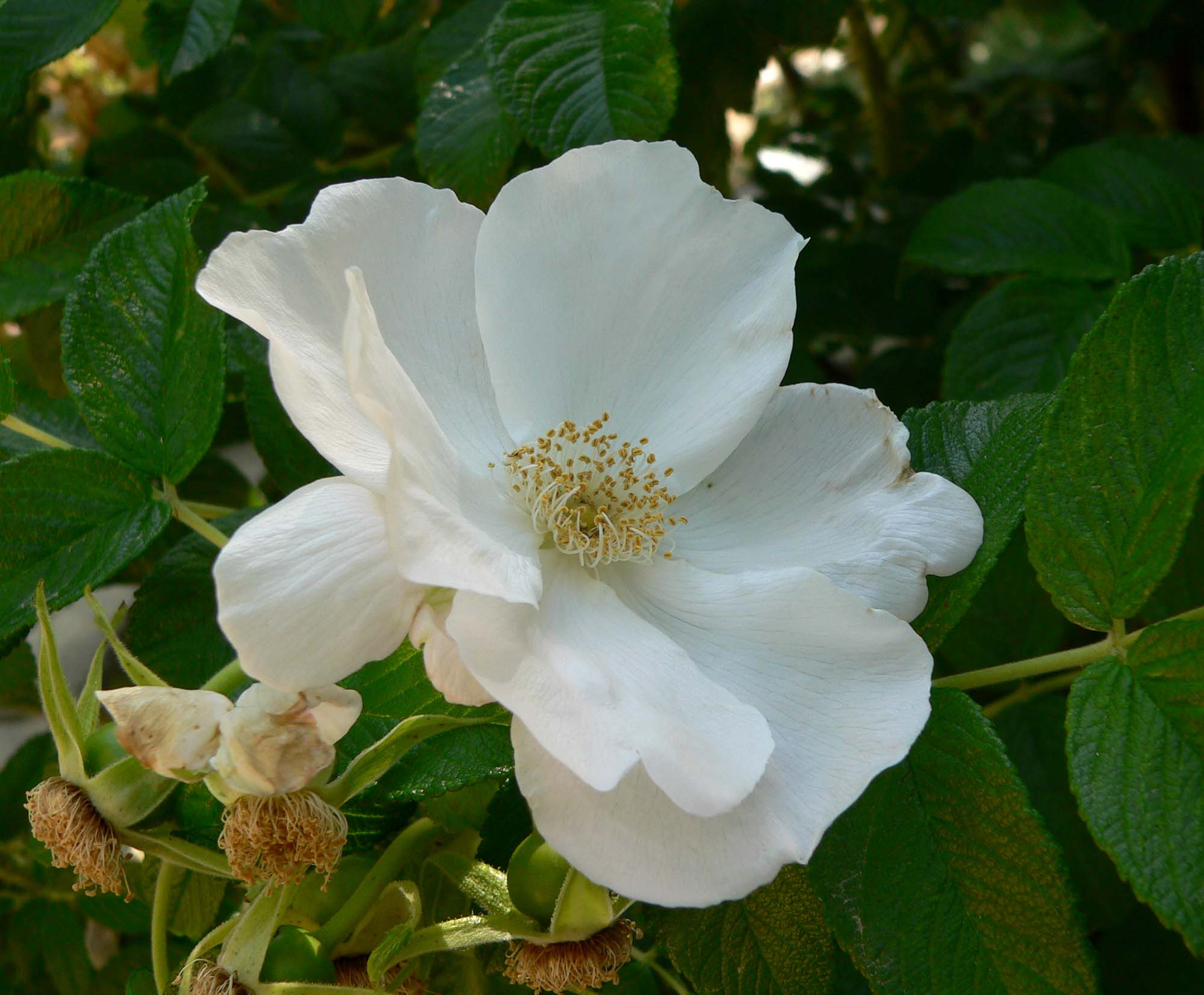
Rosa rugosa.

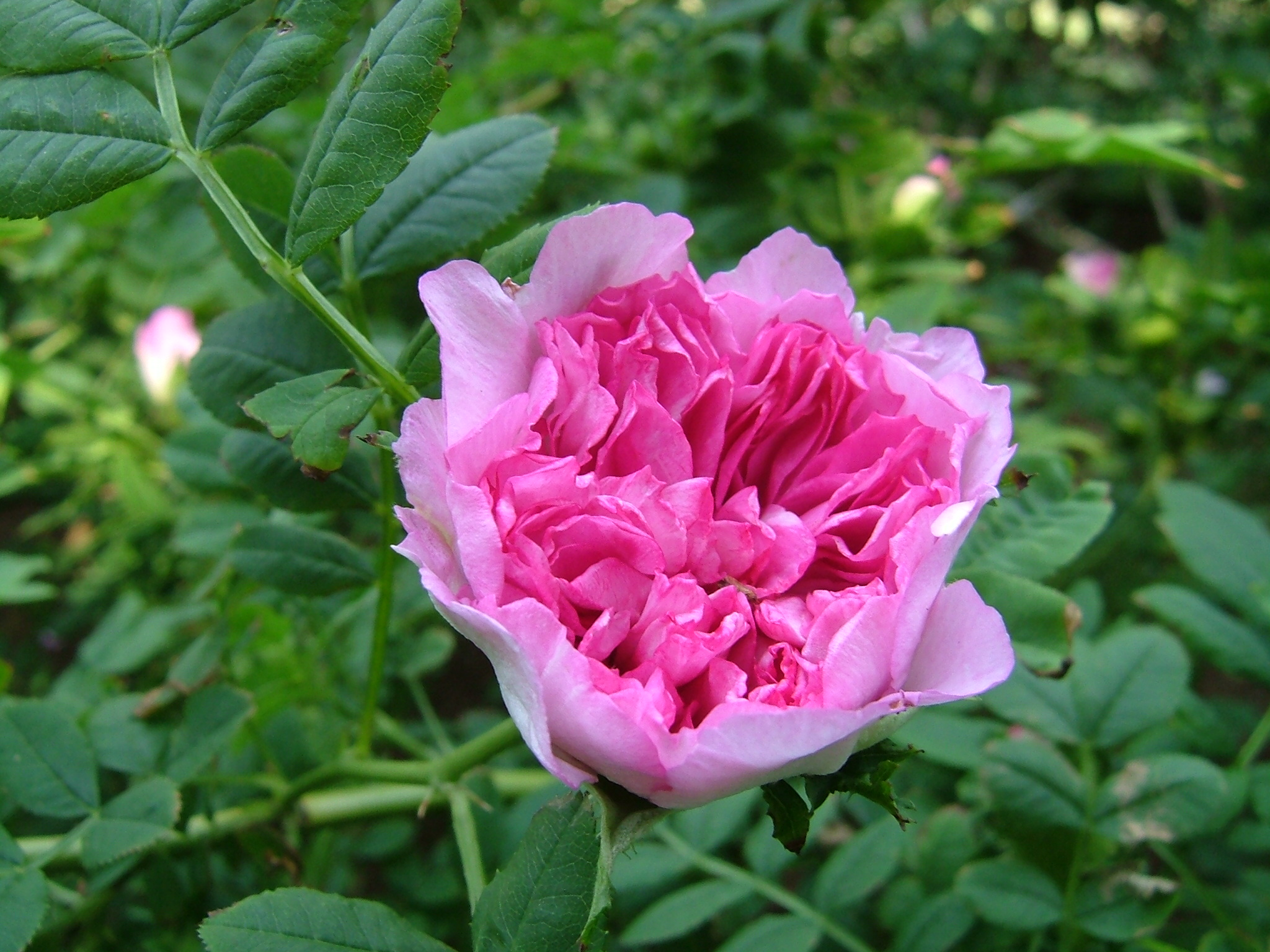
Rosa roxburghii.